# Pelekium watanabei
Pelekium watanabei är en bladmossart som beskrevs av Andries Touw 2001. Pelekium watanabei ingår i släktet Pelekium och familjen Thuidiaceae. Inga underarter finns listade i Catalogue of Life.